# アオペラ -aoppella!?-
『アオペラ -aoppella!?-』はマーベラスが手掛ける音楽原作プロジェクトで、高校生のアカペラ大会の頂点「アオペラ」を目指す17人の物語のエンターテイメント作品。
2021年3月4日、プロジェクト開始。2023年6月1日付でKLabからマーベラスへ事業譲渡された。2024年11月に舞台化。

## あらすじ
ある日、友達の燐と雨夜と一緒にアカペラのステージを見に来た壱。そのステージに魅了され自分が通っている都立音和高校の後輩のルカと道貴を含めた5人でアカペラ部を創設し、雨夜の双子の兄である朝晴がいる私立奏ヶ坂中学高等学校アカペラ部のFYA'M'のメンバーと共に高校生のアカペラ大会の頂点「アオペラ」を目指すことになる。

## 登場人物

### 都立音和高校 リルハピ
鈴宮 壱（すずみや はじめ）
声 - 木村良平
誕生日 1月1日、パート：セカンドコーラス
丹波 燐（たんば りん）
声 - 逢坂良太
クラス：2-D、誕生日：4月5日、パート：トップコーラス
丹波 燐は楽器の タンバリンと読まれるが、本人はこの名前を気に入っている。道貴には「シャンシャン先輩」と呼ばれており、始めは嫌がっていたが、道貴が仲良くなるためにつけてくれたあだ名だと知り、仕方なく道貴だけ特別に｢シャンシャン先輩｣呼びを許可している。
雁屋園 道貴（かりやぞの みちたか）
声 - KENN
クラス1-C、誕生日：8月31日、パート：サードコーラス
小さい頃から「可愛い」「天使」と言われてきたため、そろそろ「かっこいい」と呼ばれたいらしいがリルハピやFYA'M'のメンバーからはとても可愛がられている。
四方 ルカ（しほう ルカ）
声 - 柿原徹也
クラス1-A、誕生日：6月19日、パート：フォースコーラス
圧倒的キラキラオーラを放っているが、太っていた頃のコンプレックスから自分を変えるためにアカペラ部に入部した。
宗円寺 雨夜（そうえんじ さよ）
声 - 前野智昭
クラス：2年D組、誕生日：2月27日、パート：ベース
FYA'M'の朝晴の双子の弟で、左目にホクロが2つある。趣味は飛行場通いで、よくルカと一緒に行っている。

### 私立奏ヶ坂中学高等学校 FYA'M'
是沢 舞斗（これさわ まいと）
声 - 小野友樹
パート：サードコーラス&リードボーカル
綾瀬 光緒（あやせ みつお）
声 - 豊永利行
パート：トップコーラス
紫垣 明（しがき あきら）
声 - 浦田わたる
パート：セカンドコーラス
宗円寺 朝晴（そうえんじ あさはる）
声 - 佐藤拓也
パート：フォースコーラス
猫屋敷 由比（ねこやしき ゆい）
声 - 濱野大輝
パート：ベース
深海 ふかみ（しんかい ふかみ）
声 - 仲村宗悟
パート：パーカッション

### 都立蓮雀高校 Vadlip
春宮 永臣（はるみや ひさおみ）
声 - 内田雄馬
パート：リードボーカル
柊迫 侃（ふきさこ すなお）
声 - 小野賢章
パート：リードボーカル&セカンドコーラス
大里 帆波（おおさと ほなみ）
声 - 花江夏樹
パート：トップコーラス
反郷 粋（はんごう すい）
声 - 八代拓
パート：フォースコーラス
雛乃 秀（ひなの しゅう）
声 - 増元拓也
パート：ベース
伊佐 良和（いさ よしかず）
声 - 武内駿輔
パート：ヒューマンビートボックス

## 広報部
歌唱やストーリーをメインに活動するメンバーの以外に、アオペラ関連の様々なイベントや期間限定ショップ、カフェなどを手伝い、ファンとアオペラを盛り上げることを目標として活動しているのが「広報部」である。広報部のメンバーはよく替わり、1校につき3〜4名が活動している。

### 都立音和高校 広報部
花村 賢吾（はなむら けんご）
楠木 光（くすのき ひかる）
雪川 大稀（ゆきかわ まさき）
里井 宙（さとい そら）
小熊 久太郎（おぐま きゅうたろう）
夜沢 蛍（やざわ ほたる）

### 私立奏ヶ坂中学高等学校 広報部
東雲 林檎（しののめ りんご）
小鳥遊 和保（たかなし かずほ）
白石 風哉（しらいし ふうや）
茂木 篤（もてぎ あつし）
黒川 紫乃（くろかわ しの）
笹良 佐助（ささら さすけ）
桃田 幸太郎（ももた こうたろう）

### 都立蓮雀高校 広報部
東雲 うる（しののめ うる）
千河 千櫻（せんが ちはる）
清家 流以（せいけ るい）

## 制作スタッフ

### KLab運営時
以下、KLabによるプロジェクト発足当初のスタッフ。
- 原作：KLab
- 企画：フロデュース：横山憲二郎
- アシスタントプロデュース：奥村早紀
- シナリオ：中越麻朝
- キャラクターデザイン：しろばみ
- デザインプロデュース：四宮一志
- BGM：KLab Sound Team

### マーベラス運営時
以下、マーベラスへのプロジェクト譲渡後のスタッフ。
- 原作：Marvelous Inc.
- エグゼクティブ・プロデューサー：佐藤澄宣、板倉基之
- 統括プロデューサー：宝本誠枝
- アシスタントプロデューサー：青木尚子
- キャラクターデザイン：しろばみ
- アートディレクター：宍戸武志
- プロモーション：水田知里、坪川知代

## ディスコグラフィ
| アオペラ -aoppella!?-            | アオペラ -aoppella!?- | アオペラ -aoppella!?-                                                        | アオペラ -aoppella!?-       | アオペラ -aoppella!?-                      | アオペラ -aoppella!?-                | アオペラ -aoppella!?- |
|                                  | 発売日                | 規格品番                                                                     | 規格品番                    | 規格品番                                   | 規格品番                             | 規格品番              |
| -------------------------------- | --------------------- | ---------------------------------------------------------------------------- | --------------------------- | ------------------------------------------ | ------------------------------------ | --------------------- |
| 1                                | 2021年5月21日         | 通常盤                                                                       | 初回限定盤                  |                                            |                                      |                       |
| 1                                | 2021年5月21日         | KLAB-00001                                                                   | KLAB-00002                  |                                            |                                      |                       |
| 2                                | 2021年9月24日         | 通常盤                                                                       | 初回限定盤（リルハピ ver.） | 初回限定盤（FYA'M' ver.）                  |                                      |                       |
| 2                                | 2021年9月24日         | KLAB-00003                                                                   | KLAB-00004                  | KLAB-00005                                 |                                      |                       |
| 3                                | 2022年2月10日         | 通常盤                                                                       | 初回限定盤（リルハピ ver.） | 初回限定盤（FYA'M' ver.）                  |                                      |                       |
| 3                                | 2022年2月10日         | KLAB-00006                                                                   | KLAB-00007                  | KLAB-00008                                 |                                      |                       |
| 4                                | 2022年9月16日         | 通常盤                                                                       | 初回限定盤（リルハピ ver.） | 初回限定盤（FYA'M' ver.）                  |                                      |                       |
| 4                                | 2022年9月16日         | KLAB-00013                                                                   | KLAB-00014                  | KLAB-00015                                 |                                      |                       |
| 5                                | 2023年4月21日発売     | 初回限定盤（リルハピ ver.）                                                  | 初回限定盤（FYA'M' ver.）   | 初回限定盤（VadLip ver.）                  | 受注生産限定豪華盤                   |                       |
| 5                                | 2023年4月21日発売     | KLAB-00018                                                                   | KLAB-00019                  | KLAB-00020                                 | KLAB-00021                           |                       |
| 5.5                              | 2023年4月21日         | 初回限定盤（リルハピ ver.）                                                  | 初回限定盤（FYA'M' ver.）   | 初回限定盤（VadLip ver.）                  | 受注生産限定豪華盤                   |                       |
| 5.5                              | 2023年4月21日         | MJSS-09349                                                                   | MJSS-09350                  | MJSS-09351                                 | MJSS-09352                           |                       |
| 6                                | 2024年7月24日         | 初回限定盤（(*・∀・*)人(*・∀・*)～かわいいあやあやと♡愉快な仲間たち～ ver.） | 初回限定盤（VadLip ver.）   | 初回限定盤（VSK～ビジュアル最盛期～ ver.） | 初回限定盤（おっきな★らいおん ver.） | 豪華初回限定盤        |
| 6                                | 2024年7月24日         | MJSS-09373                                                                   | MJSS-09374                  | MJSS-09375                                 | MJSS-09376                           | MJSS-09377～80        |
| A（エース）アオペラ -aoppella!?- |                       |                                                                              |                             |                                            |                                      |                       |
|                                  | 発売日                | 規格品番                                                                     | 規格品番                    | 規格品番                                   | 規格品番                             | 規格品番              |
| 1                                | 2022年6月15日         | 通常盤                                                                       | 初回限定盤（リルハピ ver.） | 初回限定盤（FYA'M' ver.）                  |                                      |                       |
| 1                                | 2022年6月15日         | KLAB-00009                                                                   | KLAB-00010                  | KLAB-00011                                 |                                      |                       |

## コミカライズ
『わちゃぺら-ボクらのアオペラ活動-』のタイトルで、公式Twitterおよび公式サイトにて2コマ漫画が連載されていた。
『始まりのPlaylist』のタイトルで、作画：仁茂田あいにより、公式Twitterおよび公式サイトにて2021年10月26日から2022年7月27日まで連載された。CDのドラマパートのストーリーがコミカライズされている。

## ノベライズ
『アオペラ -aoppella!?- side stories』のタイトルで、キャラクターのアイコンをラインのようにして表示する会話調のミニノベライズが、公式サイトにて2021年5月2日から順次、各話が掲載された。
- 文里荒城『アオペラ -aoppella!?- みんなで届ける歌声』KADOKAWA、2022年8月12日。ISBN 978-4-04-737081-4。
  - 原作・監修・イラスト：KLab Inc.、ビーズログ文庫アリス。
  - 上述の「side stories」の作品の単行本化ではない。

## Web番組

### Webラジオ
『アオペラジオ』のタイトルで、四方ルカ役の柿原徹也と猫屋敷由比役の濱野大輝のパーソナリティにより、2021年7月16日から2023年1月27日
にかけて公式YouTubeチャンネルにて配信された。
『アオペラジオ 二学期』のタイトルで、四方ルカ役の柿原徹也と猫屋敷由比役の濱野大輝のパーソナリティにより、2023年10月12日から2024年5月16日にかけて公式YouTubeチャンネルにて配信された。
『アオペラジオ 三学期』のタイトルで、四方ルカ役の柿原徹也と猫屋敷由比役の濱野大輝のパーソナリティにより、2024年9月12日から公式YouTubeチャンネルにて配信中。

### 生配信
- アオペラ -aoppella!?- 放送部（2021年7月22日 - 、YouTube） - 不定期配信。キャストらが出演[20]。
- アオペラ -aoppella!?- 広報部（2023年8月12日 - 、YouTube） - 不定期配信。アオペラの広報部員が出演[21][22]。

これら以外にも、『CD発売直前記念生配信』や『アオペラ-aoppella!?- 2nd Anniversary Party直前予習SP』、『アオペラ-aoppella!?- 2nd Anniversary Party 後夜祭SP』といった関連する生配信も行われた。

## その他

### テレビ番組
- アオペラ -aoppella!?- 2周年記念SP ―ねぇ、みんなでお祝いしようよ！（TOKYO MX） 
  - 第1弾（2023年3月30日）[24]
  - 第2弾（2023年7月10日）[25]
- 「アオペラ –aoppella!?- 5.5」発売記念SP！（TOKYO MX、2023年9月27日[26]）
- アオペラ-aoppella!?-  Blu-ray 『2nd Anniversary Party』リリース直前SP！（TOKYO MX、2024年1月22日[27]）
- アオペラ -aoppella!?- 第6弾CD発売記念SP（TOKYO MX、2024年6月11日[28]）
- アオペラ -aoppella!?- 3Dライブ直前！クリスマスパーティーSP！（TOKYO MX、2024年12月25日[29]）

## 舞台
舞台『アオペラ』のタイトルで2024年11月8日から17日までシアターHで上演。脚本・演出は元吉庸泰。

### キャスト
- 鈴宮壱 - 長江崚行
- 丹波燐 - 手島章斗
- 雁屋園道貴 - 宮島優心
- 四方ルカ - 畠山理温
- 宗円寺雨夜 - 磯野亨
- 是沢舞斗 - 佐奈宏紀
- 綾瀬光緒 - 星元裕月
- 紫垣明 - 桑原柊
- 宗円寺朝晴 - 内田将綺
- 猫屋敷由比 - 坂田隆一郎
- 深海ふかみ - 常盤みつる
- 辻堂颯太 - 眞嶋秀斗

### スタッフ
- 脚本・演出 - 元吉庸泰
- 音楽 - 桑原まこ
- アカペラ監修 - とおるす

## 周年記念イベント
- アオペラ -aoppella!?- 1st Anniversary Party（2022年3月12日・13日、ベルサール秋葉原 B1Fイベントホール）
- アオペラ -aoppella!?- 2nd Anniversary Party（2023年5月27日・28日、横須賀市文化会館）
- アオペラ -aoppella!?- 3rd Anniversary Party（2024年4月6日、飛行船シアター）

Blu-ray
| 発売日                                      | 規格品番                                    | 規格品番                                    | 備考                                        |
| アオペラ -aoppella!?- 2nd Anniversary Party | アオペラ -aoppella!?- 2nd Anniversary Party | アオペラ -aoppella!?- 2nd Anniversary Party | アオペラ -aoppella!?- 2nd Anniversary Party |
| ------------------------------------------- | ------------------------------------------- | ------------------------------------------- | ------------------------------------------- |
| 2024年2月23日                               | 通常盤                                      | 豪華版                                      | [ 注 1 ]                                    |
| 2024年2月23日                               | MJBD-40269                                  | MJBD-40270                                  | [ 注 1 ]                                    |
| アオペラ -aoppella!?- 3rd Anniversary Party |                                             |                                             |                                             |
| 2025年4月2日                                | 通常盤                                      | 豪華版                                      | [ 注 2 ]                                    |
| 2025年4月2日                                | MJBD-40277                                  | MJBD-40278                                  | [ 注 2 ]                                    |